# Calea ferată industrială Bicaz–Bicaz Chei
Calea ferată industrială Bicaz–Bicaz-Chei este o cale ferată, actual cu ecartament normal, care conectează cariera de calcar de la Bicaz-Chei, cariera de marnă de la Țepeșeni (Bicazu Ardelean), fabrica de ciment Tașca și gara Bicaz.
La origine a avut ecartament îngust, funcționând astfel în perioada 1952-1963. Din cariere, calcarul și marna erau aduse astfel în vagoane de 5 și 10 tone.

Începând in anul 1963 transportul pe calea ferată s-a modernizat, folosindu-se locomotive Diesel și vagoane de 25 de tone.. În prezent, sunt folosite cinci locomotive tip 060-DA, cu numărul de parc cuprins între 1649 și 1653.